# Számek György
Számek György (Munkács, 1862. szeptember 6. – Temesvár, 1910. június 10.) római katolikus pap, filozófiai doktor, piarista áldozópap és igazgatótanár.

## Élete
1879. augusztus 27-én lépett a rendbe, 1885. december 28-án szentelték pappá. Ezt követően a temesvári főgimnázium igazgatója és a görög nyelv tanáraként működött.

## Művei

### Folyóiratcikkek
Cikkei a temesvári tört. és rég. Értesítőben (1889. Néhány szó az Árpádkori érmekről, Szerb telepítvények Délmagyarországon, 1891. A pestis pusztítása Délmagyarországon 1738–1740.); a kolozsvári kath. főgymnasium Értesítőjében (1895. A régi Róma); a Magyar Államban (1903. 121. sz. Szerb telepítvények Délmagyarországon). Szócikkeket írt az Ókori lexikonba.

### Önállóan megjelent műve
- Grammatica scriptorum priscorum latinorum usque ad Plautum. Temesvarini, 1899.